# DFB-Hallenpokal der Frauen 1997
Der 4. DFB-Hallenpokal der Frauen wurde am 1. und 2. Februar 1997 ausgetragen. Spielort war zum ersten Mal die Ballsporthalle in Frankfurt am Main. Die SG Praunheim schlug im Finale den FSV Frankfurt mit 4:3 nach Neunmeterschießen. Für Praunheim (heute: Eintracht Frankfurt) war es der erste Turniersieg.

## Modus
Am Turnier nahmen acht Mannschaften der laufenden Bundesliga-Saison teil. Die Mannschaften wurden auf zwei Gruppen zu je vier Mannschaften verteilt. Innerhalb jeder Gruppe spielte jede Mannschaft einmal gegen jede andere. Die Gruppensieger und -zweiten erreichten das Halbfinale. Die Halbfinalverlierer spielten um den dritten Platz, die Halbfinalgewinner um den Turniersieg. Stand es ab dem Halbfinale nach der regulären Spielzeit unentschieden, folgte direkt ein Neunmeterschießen.
Die Vorrundengruppen wurden Meister- und Pokalsiegergruppe genannt. Allerdings spielten in beiden Gruppen Vereine mit, die weder Meister noch Pokalsieger wurden.

## Teilnehmer
| - Grün-Weiß Brauweiler - FSV Frankfurt - TuS Niederkirchen - SG Praunheim | - FC Eintracht Rheine - FC Rumeln-Kaldenhausen (Titelverteidiger) - VfR 09 Saarbrücken - Sportfreunde Siegen |

## Vorrunde

### Gruppe 1
| Pl. | Verein                 | Sp. | S | U | N | Tore    | Diff. | Punkte |
| --- | ---------------------- | --- | - | - | - | ------- | ----- | ------ |
| 1.  | Sportfreunde Siegen    | 3   | 3 | 0 | 0 | 005:100 | +4    | 09     |
| 2.  | FC Rumeln-Kaldenhausen | 3   | 2 | 0 | 1 | 006:400 | +2    | 06     |
| 3.  | VfR 09 Saarbrücken     | 3   | 1 | 0 | 2 | 005:600 | −1    | 03     |
| 4.  | Eintracht Rheine       | 3   | 0 | 0 | 3 | 004:900 | −5    | 0      |

|                     | Ergebnis |                        |
| ------------------- | -------- | ---------------------- |
| Sportfreunde Siegen | 2:0      | Eintracht Rheine       |
| VfR 09 Saarbrücken  | 1:2      | FC Rumeln-Kaldenhausen |
| Sportfreunde Siegen | 2:1      | FC Rumeln-Kaldenhausen |
| VfR 09 Saarbrücken  | 4:3      | Eintracht Rheine       |
| Sportfreunde Siegen | 1:0      | VfR 09 Saarbrücken     |
| Eintracht Rheine    | 1:3      | FC Rumeln-Kaldenhausen |

### Gruppe 2
| Pl. | Verein               | Sp. | S | U | N | Tore    | Diff. | Punkte |
| --- | -------------------- | --- | - | - | - | ------- | ----- | ------ |
| 1.  | SG Praunheim         | 3   | 3 | 0 | 0 | 008:300 | +5    | 09     |
| 2.  | FSV Frankfurt        | 3   | 2 | 0 | 1 | 007:400 | +3    | 06     |
| 3.  | TuS Niederkirchen    | 3   | 1 | 0 | 2 | 004:900 | −5    | 03     |
| 4.  | Grün-Weiß Brauweiler | 3   | 0 | 0 | 3 | 004:700 | −3    | 0      |

|                      | Ergebnis |                      |
| -------------------- | -------- | -------------------- |
| FSV Frankfurt        | 1:3      | SG Praunheim         |
| Grün-Weiß Brauweiler | 2:3      | TuS Niederkirchen    |
| FSV Frankfurt        | 5:1      | TuS Niederkirchen    |
| Grün-Weiß Brauweiler | 2:3      | SG Praunheim         |
| SG Praunheim         | 2:0      | TuS Niederkirchen    |
| FSV Frankfurt        | 1:0      | Grün-Weiß Brauweiler |

## Endrunde

### Halbfinale
|               | Ergebnis |                        |
| ------------- | -------- | ---------------------- |
| FSV Frankfurt | 2:1      | Sportfreunde Siegen    |
| SG Praunheim  | 3:0      | FC Rumeln-Kaldenhausen |

### Spiel um Platz drei
|                     | Ergebnis |                        |
| ------------------- | -------- | ---------------------- |
| Sportfreunde Siegen | 3:4      | FC Rumeln-Kaldenhausen |

### Finale
|              | Ergebnis       |               |
| ------------ | -------------- | ------------- |
| SG Praunheim | 0:0 (4:3 n.N.) | FSV Frankfurt |